# Karl Moritz Schumann
Kari Moritz Schumann, född 17 juni 1851 i Görlitz, död 22 mars 1904 i Berlin, var en tysk botaniker.
Schumann blev filosofie doktor i Breslau 1873 och docent där 1875 samt var assistent vid stadens botaniska trädgård 1872–76. Han blev kurator vid botaniska museet i Berlin 1884, med professors titel från 1892, och docent vid universitetet 1893. Schumanns höga begåvning och utomordentliga energi som vetenskapsman syns främst genom den enastående produktion han under 18 års författarverksamhet skapade. Han skrev ett betydande antal stora och betydelsefulla verk inom olika grenar av botaniken.
Schumann bearbetade i Adolf Engler och Carl Prantls "Die natürlichen Pflanzenfamilien" 11 familjer, till exempel de stora grupperna Rubiaceae, Bignoniaceae, Apocynacese, Asclepiadacese, Malvaceae, och även i "Flora Brasiliensis" är flera växtgrupper beskriven av Schumann. I Englers verk "Pflanzenreich" (1900–04) skrev Schumann om Musaceae, Marantaceae och Zingiberaceae.
Han utgav "Monatsschrift für Kakteenkunde" 1892–1904 och "Just's botanischer Jahresbericht" 1898–1903.
Flera växtsläkten och -arter bär hans namn.
Auktorsnamnet K.Schum. kan användas för Karl Moritz Schumann i samband med ett vetenskapligt namn inom botaniken; se Wikipediaartiklar som länkar till auktorsnamnet.

## Skrifter (urval)
- Die Flora der deutschen ostasiatischen Schutzgebiete (1887)
- Die Flora von Kaiser-Wilhelms-Land (1889)
- Die Flora von Neu-Pommern (1898)
- Gesamtbeschreibung der Kakteen (1897–98)
- Iconographia Cactacearum (1900–04)
- Die Ameisenpflanzen (1889)
- Über afrikanische Ameisenpflanzen (1891)
- Beiträge zur vergleichenden Blütenmorphologie (1887)
- Untersuchungen über das Borragoid (1889, så kallar han det för Boraginaceae egendomliga sicksack-knippet)
- Neue Untersuchungen über den Blütenanschluss (1890, om blommornas ordning och hopfogning i blomställningarna)
- Morphologische Studien (1892, 1899)
- Lehrbuch der systematischen Botanik, Phytopaleontologie und Phytographie (1894).